# Teen Age Message
A Teen Age Message (TAM) foi uma série de transmissões de rádio interestelares enviadas do Radar Planetário de Yevpatoria para seis estrelas do tipo solar durante agosto-setembro de 2001. A estrutura da TAM foi sugerida por Alexander Zaitsev, cientista-chefe do Instituto de Radioengenharia e Eletrônica da Rússia. O conteúdo da mensagem e as estrelas-alvo foram selecionados por um grupo de adolescentes de quatro cidades russas, que colaboraram pessoalmente e pela Internet. Cada transmissão compreendia três seções: uma sondagem, um concerto de teremim ao vivo e dados digitais, incluindo imagens e texto. A TAM foi a quarta transmissão SETI ativa da humanidade e a primeira mensagem de rádio interestelar musical.

## Visão geral
A proposta de Zaitsev para uma mensagem musical – o "First Theremin Concert for Extraterrestrials" ("O Primeiro Concerto de Teremim para Extraterrestres") – foi enviada ao Observatório de Arecibo em julho de 2000. Ela foi rejeitada em meio a preocupações com os perigos de anunciar a presença da humanidade para civilizações desconhecidas e possivelmente altamente avançadas. Após outra tentativa malsucedida de obter apoio, o projeto foi apoiado pelo radiotelescópio Yevpatoria RT-70 com financiamento do Departamento de Educação de Moscou. Ao contrário das mensagens anteriores exclusivamente digitais, Arecibo-1974 e Cosmic Call 1, a TAM tinha uma estrutura de três partes, cada uma contendo diferentes formas de informação. Esta estrutura foi sugerida por Alexander Zaitsev e tinha o objetivo de tornar a mensagem mais fácil de detectar e interpretar. Os três elementos de cada transmissão eram:
1. Um sinal de sondagem coerente com ajuste lento de comprimento de onda Doppler para imitar uma transmissão do centro do Sol. Esse sinal foi transmitido para ajudar os extraterrestres a detectar o TAM e diagnosticar o efeito de propagação de rádio do meio interestelar.[5]
2. Saída de som analógico de um teremim. Esse instrumento musical elétrico produz um sinal quase sinusoidal que é facilmente extraído do ruído de fundo. Havia sete composições musicais no "First Theremin Concert for Extraterrestrials".[6][7]
3. Informações digitais binárias semelhantes à mensagem de Arecibo, incluindo o logotipo da TAM, saudações escritas em russo e inglês e desenhos artísticos. Esta seção e o programa do concerto foram compostos por adolescentes de diferentes partes da Rússia.[2]

## Concerto de teremim

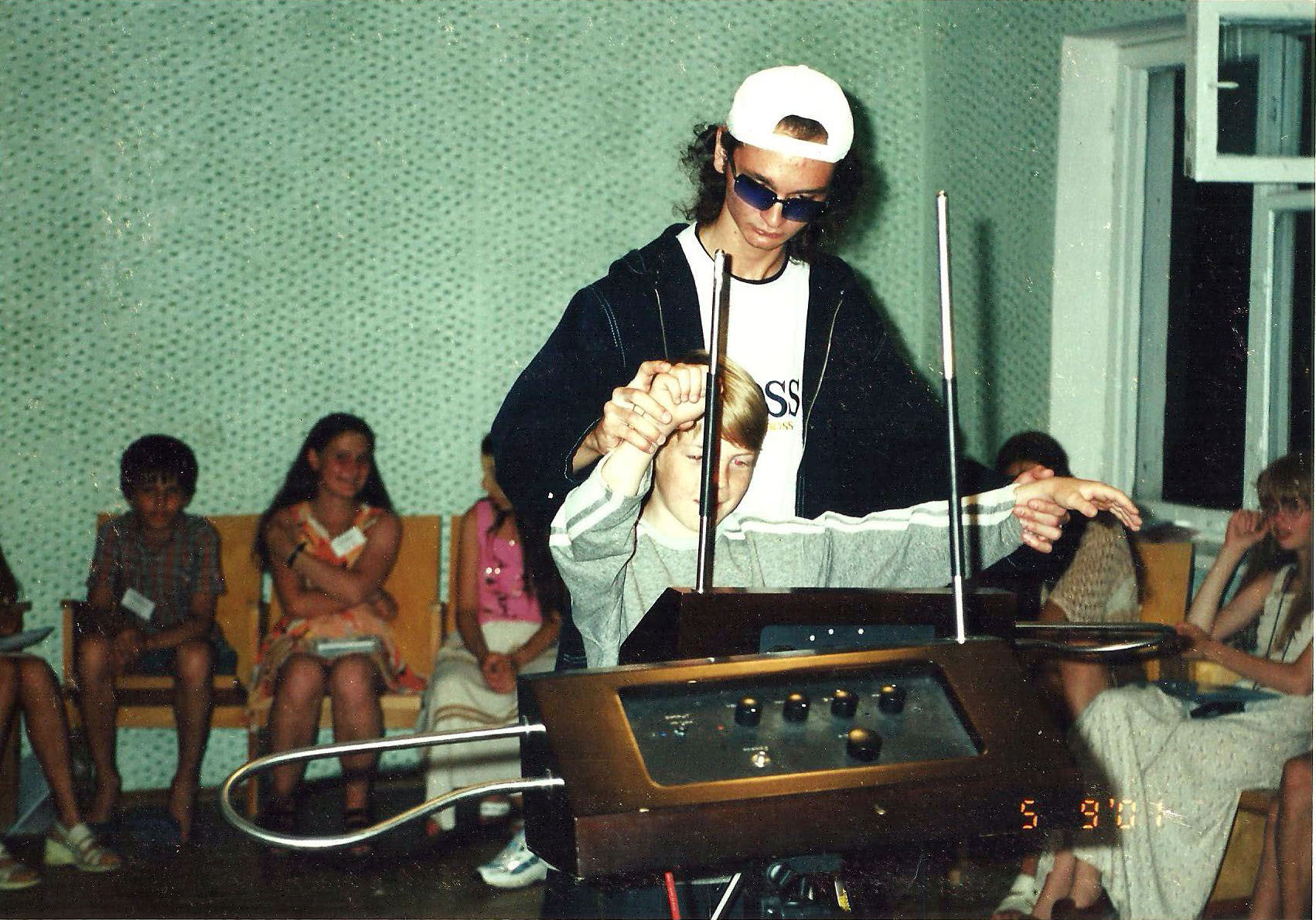
Anton Kershenko toca teremim com um aluno

Segundo Zaitsev, a arte deve ser fundamental para qualquer mensagem interestelar. As leis físicas e a matemática quase certamente já são conhecidas pelas inteligências extraterrestres, mas nossa obra de arte é exclusiva nossa. Com isso em mente, e em contraste com as transmissões digitais binárias anteriores, Zatsev propôs “não um sinal de rádio discreto de dois tons, mas um sinal contínuo mais nativo, no qual variações suaves de frequência transferem diretamente informações emocionais unidimensionais. Estou falando de música, que é mais universalmente compreensível do que a linguagem, e do theremin, que é um instrumento musical eletrônico sem contato."
Três artistas de theremin do Theremin Center de Moscou – Lydia Kavina, Yana Aksenova e Anton Kerchenko –  foram convidados a apresentar sete canções selecionadas pelos alunos. O programa incluiu duas canções folclóricas russas e trabalhos de Beethoven, Vivaldi, Saint-Sa, Rakhmaninov, e Gershwin. Kavina enviou gravações de sua apresentação, mas Aksenova e Kerchenko se apresentaram ao vivo - o prato do radar havia sido especialmente modificado para aceitar a entrada de teremins. Cada apresentação durou cerca de quinze minutos. O First Theremin Concert for Extraterrestrials foi a primeira transmissão musical de SETI ativo no mundo e foi enviado sete anos antes da mensagem Across the Universe, da NASA.
Sonogramas (variações de frequência) de trechos de 40 segundos de três composições musicais do The First Theremin Concert: (da esquerda para a direita) o último movimento da 9ª Sinfonia de Beethoven, “The Swan” de Saint-Saens e “Summertime” de Gershwin.
A modulação de banda lateral única foi usada para conversão ascendente dos sinais de áudio analógicos do teremim para a frequência da portadora de 5010 MHz (comprimento de onda de 6 cm) para envio às estrelas-alvo.

## Alvos
As estrelas-alvo foram:
| Designação HD | Constelação | Distância (ly) | Tipo espectral | Potência do sinal (kW) | Data de envio         | Data de chegada   |
| ------------- | ----------- | -------------- | -------------- | ---------------------- | --------------------- | ----------------- |
| HD 197076     | Delphinus   | 68,5           | G5V            | 126                    | 29 de agosto de 2001  | Fevereiro de 2070 |
| HD 95128      | Ursa Maior  | 45,9           | G0V            | 96                     | 3 de setembro de 2001 | Julho de 2047     |
| HD 50692      | Gemini      | 56,3           | G0V            | 96                     | 3 de setembro de 2001 | Dezembro de 2057  |
| HD 126053     | Virgo       | 57,4           | G1V            | 96                     | 3 de setembro de 2001 | Janeiro de 2059   |
| HD 76151      | Hydra       | 55,7           | G2V            | 96                     | 4 de setembro de 2001 | Maio de 2057      |
| HD 193664     | Draco       | 57,4           | G3V            | 96                     | 4 de setembro de 2001 | Janeiro de 2059   |